# Mario González Salas
Pour les articles homonymes, voir Mario González et González.
Mario González Salas est un coureur cycliste espagnol, né le 6 juin 1992 à Torrelavega dans la province de Cantabrie. 

## Palmarès
- 2007
  -  Champion d'Espagne du contre-la-montre cadets
  - 2e de l'Aiarako Bira
- 2008
  - Aiarako Bira
- 2009
  - 3e du Circuito Cántabro Junior
- 2010
  -  Champion d'Espagne du contre-la-montre juniors
  - Champion de Cantabrie du contre-la-montre juniors
  - Gipuzkoa Klasika
  - 9e du championnat du monde sur route juniors
  - 9e du championnat d'Europe du contre-la-montre juniors
- 2011
  -  Champion d'Espagne du contre-la-montre espoirs
  - Champion de Cantabrie du contre-la-montre espoirs
  - San Roman Saria
- 2012
  - Champion de Cantabrie du contre-la-montre
  - Champion de Cantabrie du contre-la-montre espoirs
  - 3e étape du Tour de Ségovie
  - Mémorial Juan Manuel Santisteban
  - 3e du Mémorial Agustín Sagasti
- 2013
  -  Champion d'Espagne sur route espoirs
  - Gran Premio San José
  - Tour de la Bidassoa :
    - Classement général
    - 4e étape

  - 2e du championnat de Cantabrie du contre-la-montre
- 2017
  - Mémorial Bruno Neves
  - 2e du Troféu Concelhio Oliveira Azemeis
- 2018
  - 3e étape du Tour de Cova da Beira
  - 5e étape du Grand Prix Jornal de Notícias (contre-la-montre par équipes)
  - 1re étape du Grand Prix Abimota (contre-la-montre par équipes)
  - Classement général du Grande Prémio de Portugal Nacional 2

## Classements mondiaux
| Année           | 2015   | 2016   | 2017   | 2018 |
| --------------- | ------ | ------ | ------ | ---- |
| UCI Europe Tour | 1 068e | 1 694e | 1 652e | 489e |